# ويلند (ماساتشوستس)
وَيلَند (بالإنجليزية: Wayland, Massachusetts)‏ هي بلدة تقع ضمن مقاطعة ميدلسيكس بولاية ماساتشوستس في الولايات المتحدة. أنشأت البلدة عام 1638، وتبلغ مساحتها 41.2(كم²)، وترتفع عن سطح البحر 39 م، بلغ عدد سكانها 13,943 في عام 2020 حسب إحصاء مكتب تعداد الولايات المتحدة وتصل الكثافة السكانية فيها 340 نسمة كم2.

## وصلات خارجية
- الموقع الرسمي
- The US50 - Cities and Towns in Massachusetts State
- Massachusetts Cities and Towns, Facts, Map, Flag, Colleges, Government, and More